# Nectonema zealandica
Nectonema zealandica is een soort in de taxonomische indeling van de paardenhaarwormen. 
De diersoort komt uit het geslacht Nectonema en behoort tot de familie Nectonematidae. Nectonema zealandica werd in 2001 beschreven door Poinar & Brockerhoff.